# Óscar Bustamante
Óscar Bustamante Urcelay (Talca, 1941-Santiago, 1 de octubre de 2013) fue un escritor, pintor, ensayista, arquitecto y académico chileno, autor de varias novelas y cuentos.

## Biografía
Nació en Talca, capital de la Región del Maule, en el seno de una familia de agricultores de la ribera del río Maule.
Su padre llegó a ser Ministro Consejero de la Embajada de Inglaterra durante el gobierno del presidente Carlos Ibáñez del Campo, por lo que debió trasladarse con su familia a dicho país cuando sólo tenía doce años. y estudiar en un internado del condado de Derby 
De regreso en Chile en 1956, concluye sus estudios en el Grange School de Santiago.Posteriormente estudia Arquitectura en la Pontificia Universidad Católica de Chile, profesión que ejerció en simultáneo con su oficio de pintor y, posteriormente, de escritor.
Impartió clases de arquitectura en la Pontificia Universidad Católica de Chile y de literatura en la Universidad Diego Portales, donde estuvo a cargo del curso de formación integral Humor en la Literatura.

Su primer libro fue publicado a la edad de cincuenta años, aunque comenzó a escribir antes de los diecinueve añosy habiendo él mismo reconocido públicamente haber sentido siempre afinidad por la literatura:
Siempre sentí que estaba circunscrito a un mundo de inquietudes literarias. La biblioteca del fundo donde yo viví de niño estaba repleta de clásicos latinoamericanos. En mi casa se leía y se hablaba mucho de literatura. A mi padre le gustaba hacer referencia a los mundos que creaban los autores.
Falleció en Santiago a la edad de 72 años durante la noche del 1 de octubre de 2013, producto de un cáncer.

## Obra

### Novelas
- 1991 - Asesinato en la cancha de afuera
- 1994 - Recuerdos de un hombre injusto
- 1995 - Explicación de todos mis tropiezos
- 2008 - El jugador de rugby
- 2013 - Los tormentosos últimos días de un irreverente (póstuma)

### Cuentos
- 1998 - El día que se inauguró la luz
- 2002 - Café Cortado

### Ensayos
- 2004 - La ciudad y el arte abstracto, publicado en el Nº 96 de la revista Estudios Públicos.
- 2004 - Chile y la escultura. Algunas ideas acerca de nuestro escenario, publicado en Critica.cl

### Artículos
- 9 de febrero de 1997 - Un espejo irreverente, publicado en El Mercurio.

## Premios
- Premio del Consejo Nacional del Libro y la Lectura (1995), por Explicación de todos mis tropiezos.
- Premio del Consejo Nacional del Libro y la Lectura (2002), por Una mujer convencional.
- Premio Academia Chilena de La Lengua (2009), por El jugador de rugby.

## Homenajes
En 2014 se denominó con su nombre el camino de Santa Rosa de Lavaderos ubicado en la comuna de Maule, en homenaje por su estrecha vinculación con la zona.